# Kingdom Come (álbum de Elevation Worship)
Kingdom Come es un álbum en vivo de la banda de adoración contemporánea estadounidense Elevation Worship. El álbum fue lanzado el 7 de septiembre de 2010 a través de su propio sello, Elevation Worship

## Sencillos
El 3 de agosto de 2010, la canción "Kingdom Come" se lanzó como el primer sencillo del álbum.

## Recepción de la crítica
Shannon Lewis, al revisar el álbum de Saint Lewis Music, declaró que el álbum "se ajusta firmemente a Hillsong United / Planetshakers / Generation Unleashed / ALM: territorio del Reino Unido, y no genera sorpresas allí". y que "escucho una gran cantidad de talento musical, el potencial es enorme, y hay indicios de lo que son capaces de hacer como compositores". En una revisión de Daniel Lozano para la Iglesia CityLights, dijo que "En general este es un álbum bastante bueno", y que "este álbum probablemente sería mejor para usar durante tu tiempo devocional o cuando necesites algo de música para tocar mientras estás orando".

## Listado de canciones
| N.º             | Título                | Escritores                            | Duración |
| --------------- | --------------------- | ------------------------------------- | -------- |
| 1.              | "The Church"          | Chris Brown, Mack Brock               | 4:58     |
| 2.              | "Awaken"              |                                       | 4:54     |
| 3.              | "Holy Is the One"     |                                       | 3:56     |
| 4.              | "Kingdom Come"        |                                       | 6:06     |
| 5.              | "Your Cross"          |                                       | 4:11     |
| 6.              | "You Are On Our Side" |                                       | 3:50     |
| 7.              | "Give Me Faith"       | Brown, London Gatch, Brock, Wade Joye | 4:54     |
| 8.              | "Sun Stand Still"     |                                       | 4:14     |
| 9.              | "Let Us Remember"     |                                       | 0:59     |
| 10.             | "Mercy Reigns"        |                                       | 4:08     |
| 11.             | "We Are Forgiven"     |                                       | 4:32     |
| 12.             | "Your Favor"          |                                       | 3:25     |
| 13.             | "You Are Enough"      |                                       | 5:19     |
| 14.             | "This City Is Yours"  |                                       | 5:26     |
| Duración Total: | Duración Total:       | Duración Total:                       | 60:52    |

## Posicionamiento del álbum
| Chart (2010)                      | Peak position |
| --------------------------------- | ------------- |
| US Christian Albums (Billboard)   | 17            |
| US Heatseekers Albums (Billboard) | 5             |
| US Independent Albums (Billboard) | 42            |

## EP
El EP Kingdom Come Remix consiste en versiones remezcladas de canciones seleccionadas del lanzamiento anterior de Elevation, Kingdom Come. El EP, que consta de cinco canciones del álbum que fueron remezcladas, fue lanzado el 26 de octubre de 2010 a través de su propio sello de impresión como descarga digital gratuita. Los remixes fueron hechos por Aaron Robertson, Joel Khouri y Brandon Willet (usando el nombre Bwillackers). El EP fue compartido en el sitio web para compartir.
| N.º             | Título                                        | Duración |
| --------------- | --------------------------------------------- | -------- |
| 1.              | "Sun Stand Still" (Aaron Robertson Remix)     | 4:05     |
| 2.              | "The Church" (Joel Khouri Remix)              | 4:16     |
| 3.              | "Awaken" (Aaron Robertson Remix)              | 4:38     |
| 4.              | "You Are On Our Side" (Aaron Robertson Remix) | 3:43     |
| 5.              | "Your Cross" (Bwillackers Remix)              | 4:58     |
| Duración Total: | Duración Total:                               | 21:40    |